# Matthew Flinders
Matthew Flinders (Donington, 16 de Março de 1774 — Londres, 19 de Julho de 1814) foi um reputado navegador e cartógrafo britânico. Nos seus vinte e poucos anos de carreira na Marinha Britânica, navegou com o capitão William Bligh, circum-navegou a Austrália, sobreviveu a um naufrágio e foi prisioneiro dos franceses na ilha Maurícia durante quase sete anos.

## Biografia

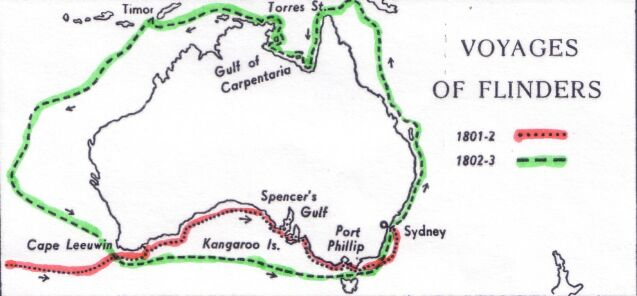
As viagens de Matthew Flinders à volta da Austrália

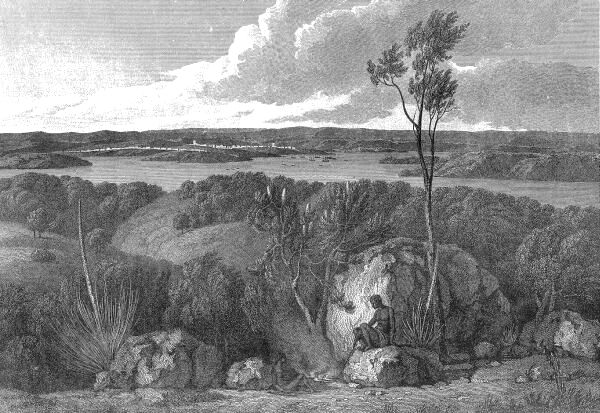
Vista de Port Jackson no livro A Voyage to Terra Australis, por Matthew Flinders

Embora Flinders não tenha sido o primeiro a empregar a palavra Austrália para denominar a ilha-continente, foi um firme defensor do seu uso, e a sua obra Uma viagem à Terra Australis (1814) popularizou o topónimo Austrália, o qual acabaria por se impor como oficial em 1824. No entanto, Flinders nunca testemunharia este acontecimento, pois faleceu no dia seguinte ao da publicação do seu livro, aos 40 anos de idade.
Flinders tinha uma cópia da obra de Alexander Dalrymple, de 1771, intitulada An Historical Collection of Voyages and Discoveries in the South Pacific Ocean, e parece ter usado o nome Austrália a partir daqui, mas exclusivamente para a ilha-continente, não para toda a região do Pacífico Sul. Em 1804 escreveu a seu irmão: "Chamo a toda a ilha Austrália, ou Terra Australis" e mais tarde enviou uma carta a Sir Joseph Banks onde mencionava "o meu mapa geral da Austrália."
O Lago Hillier foi descoberto durante uma expedição comandada por Matthew Flinders, em 1802.

## Restos mortais
Em Janeiro de 2019, os restos mortais do explorador Matthew Flinders foram encontrados no cemitério St. James, adjacente à estação ferroviária de Euston, em Londres. Os restos mortais foram identificados por arqueólogos, que encontraram um escudo de chumbo bem preservado no caixão do navegador.
Esta descoberta acontece no meio do trabalho de exumação de mais de 40 mil corpos que repousam naquele cemitério, para dar lugar à construção da linha férrea de alta velocidade (HS2) que ligará Londres a Birmingham.
Embora se soubesse que o navegador estava enterrado naquele cemitério, a sua sepultura foi perdida de vista em meados do século XIX após a expansão da estação ferroviária. A empresa anunciou que o seu caixão foi identificado graças a um chumbo colocado no topo.
Em 13 de julho de 2024 o explorador vai ser sepultado na igreja da sua terra natal, Donington no Lincolnshire.

## Publicações
- A Voyage to Terra Australis, with an accompanying Atlas. 2 vol. – Londres:  G & W Nicol, 18 July 1814
- Australia Circumnavigated: The Journal of HMS Investigator, 1801–1803. Editado por Kenneth Morgan, 2 vols, The Hakluyt Society, London, 2015.
- Trim: Being the True Story of a Brave Seafaring Cat.
- Private Journal 1803–1814. Editado com uma introdução de Anthony J. Brown e Gillian Dooley. Amigos da Biblioteca Estadual do Sul da Austrália, 2005.
- Flinders, Matthew (1806). «Observations upon the Marine Barometer, Made during the Examination of the Coasts of New Holland and New South Wales, in the Years 1801, 1802, and 1803». Philosophical Transactions of the Royal Society. 96: 239–266. doi:10.1098/rstl.1806.0012
- Flinders, Matthew (1805). «Concerning the Differences in the Magnetic Needle, on Board the Investigator, Arising from an Alteration in the Direction of the Ship's Head». Philosophical Transactions of the Royal Society. 95: 186–197. doi:10.1098/rstl.1805.0012